# 総合雑誌
総合雑誌（そうごうざっし）とは、政治、経済、社会、文化全般についての評論などを掲載する雑誌。いわゆる「論壇」を構成する雑誌として扱われてきた事情もあり、オピニオン誌も含めてこの範囲に入れることが多い。

## 日本
日本では、総合的な内容を扱う週刊誌も存在するが、それらは〈総合週刊誌〉に分類され、以下では主に月刊誌の総合雑誌について記述する。
日本において総合雑誌が意味を持ち始めたのは、1920年代である。このころ、明治中期創刊の『中央公論』とそれに対抗する形で1919年（大正8年）に創刊された『改造』が、論壇のみならず文壇の形成にも大きく寄与し、日本のオピニオンリーダーとしての発信舞台となった。当初は文芸雑誌として出発した『文藝春秋』や、後発の『日本評論』（当初の誌名は『経済往来』、版元は後の日本評論社）も、1930年代には重要な雑誌に成長した。『出版年鑑』では、1934年（昭和8年）版から、『改造』『中央公論』『文藝春秋』『経済往来』の4誌を、〈総合雑誌〉の括りに入れて記述し始めた。
総合雑誌はその内容も以前の雑誌とは異なっており、ジャーナリズムとは分け隔っていたアカデミズムの学者の論考が掲載されるようになったり、他分野の研究者が文学について論じたり、その逆に文学者が社会問題を論じたりするなど、総合雑誌の誌面は分野を横断する内容となっていった。
第二次世界大戦後もその傾向は続き、昭和20年代に『改造』『日本評論』は休刊したが、新たに戦後創刊された『世界』や『展望』が加わり、世論形成において大きな役割を果たした。知識人のみならず、広く学生などの若者たちも読者だったが、1970年前後を境に次第に若者の総合誌離れが進んだ。また掲載される文学作品も、時代小説などのエンターテインメント系の作品が主となり、有力な作品は文芸雑誌に掲載されるようになったことも、衰退に拍車を掛けた。また『諸君!』『正論』などのいわゆる保守系オピニオン誌が独立して刊行されるようになったことも、総合雑誌の意味を薄める方向に働いた。
発行部数の減少による採算割れにもかかわらず前述の雑誌を始めとして、幾つもの雑誌が存続しており、少ない発行部数から影響力は限定されるが、市場の論理を超えた「言論の場」を形成している。
清水幾太郎は、総合雑誌の論文とそれを批評する論壇時評について以下述べている。
21世紀になって、『現代』『論座』『諸君!』『自由』『新潮45』などの休刊が続き、今後を危ぶむ意見もうまれている。この種の総合雑誌は、実売部数5～6万部が採算ラインとされ、『論座』は実売1万部以下の時もあり、『現代』も実売4万部を切ることがあり、採算ラインを大きく下回っていたという。
一方で、リベラル系の『地平』（地平社）が2024年6月に創刊され、新規参入の動きもある。

## 日本の総合誌一覧
- 文藝春秋 (雑誌)　750円　毎月10日　　文藝春秋
- 中央公論　900円　毎月10日　　中央公論新社
- 正論　740円　毎月1日　　産経新聞
- VOICE　680円　毎月10日　　PHP研究所
- WiLL780円　毎月26日　　ワック・マガジンズ
- 月刊日本　650円　毎月22日　　ケイアンドケイプレス社
- 月刊創　600円　毎月7日　　創出版
- 世界　780円　毎月7日　　岩波書店
- 紙の爆弾　500円　毎月7日　　鹿砦社
- サイゾー　790円　毎月18日　　サイゾー
- WEDGE　700円　毎月20日　　ウェッジ社
- ザ・フナイ　1650円　毎月3日　　ビジネス社
- 月刊Hanada　820円　毎月26日　　飛鳥新社
- 小説幻冬　880円　毎月27日　　幻冬舎
- 地平　900円　毎月5日　　地平社
- 潮　770円　毎月5日　　潮出版社
- PL	芸術生活社
- プラズマ	芸術生活社
- 致知	毎月1日　　致知出版社
- THEMIS　1250円　毎月1日　株式会社テーミス
- 選択　一年13200円　毎月1日　　	選択出版
- 経済　1049円　毎月5日　　大日本出版
- 前衛　744円　毎月1日　　日本共産党中央委員会
- 月刊学習 387円　毎月1日　日本共産党中央委員会
- 女性のひろば　316円　日本共産党中央委員会
- 議会と自治体　794円　日本共産党中央委員会
- 時局　880円　毎月7日発行　時局社
- 表現者クライテリオン  1362円　隔月刊　啓文社
- リベラルタイム 880円　毎月3日　　リベラルタイム出版社
- 祖国と青年 一年6000円　毎月1日　日本青年協議会
- ZAITEN 1年13,200円　毎月2日　株式会社財界展望新社